# Giacinto Campana
Giacinto Campana (Bologna, 1600 circa – Polonia, fine XVII secolo) è stato un pittore italiano.

## Biografia e opere

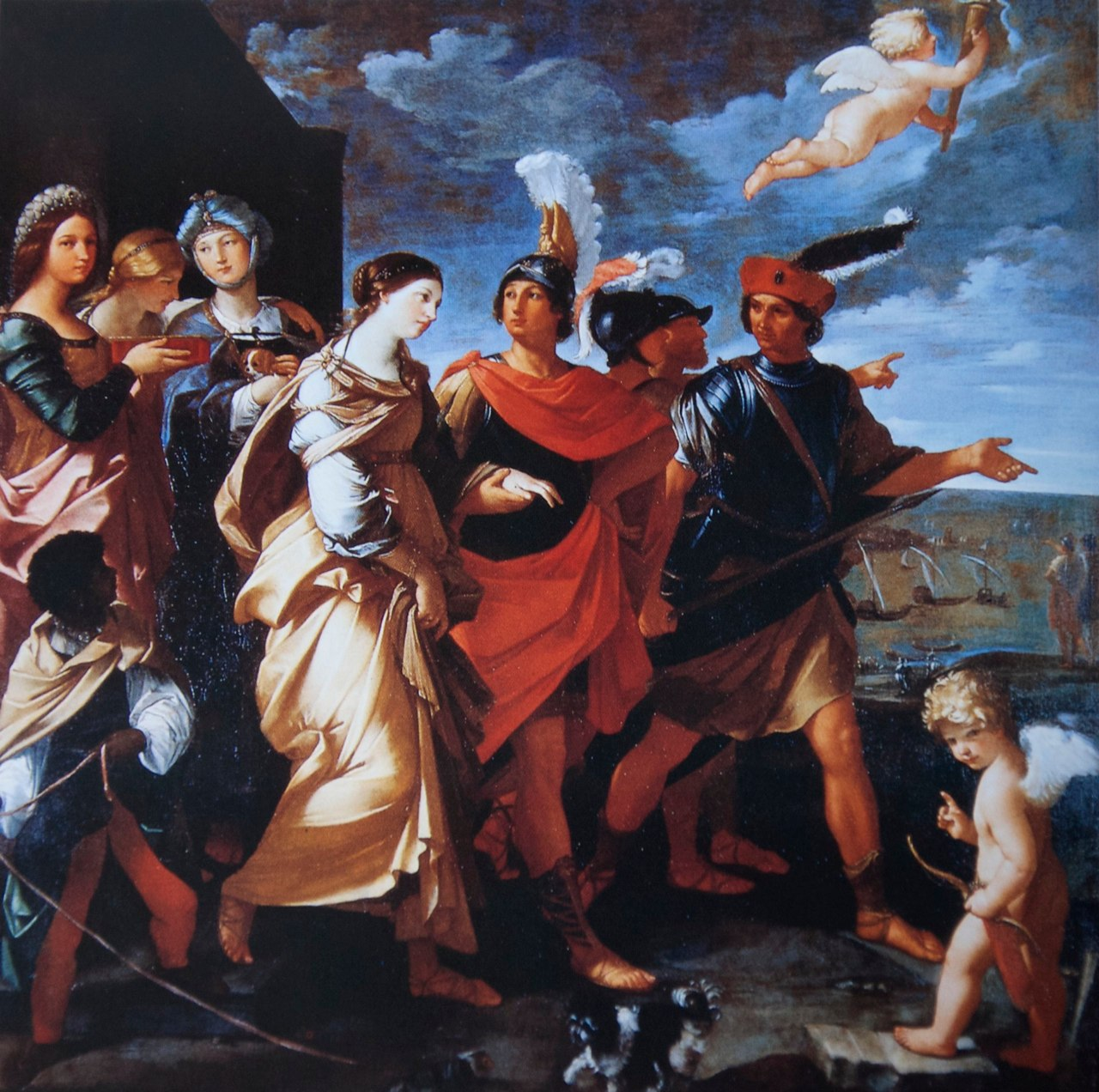
Ratto di Elena, copia da Guido Reni

Di questo pittore non si hanno note biografiche precise, sicuramente la sua memoria rimane insieme ad opere conosciute di sua mano, e soprattutto per essere stato allievo di due giganti del barocco come: Guido Reni e, alla sua morte Francesco Albani.
In realtà il suo primo maestro fu, in realtà, Francesco Brizio, che gli trasmise i moduli barocchi. Secondo Antonio Masini, nella sua Bologna perlustrata dice che:
(Antonio Masini 1650, p. 755)
Molto importante la sua collaborazione con il Reni a Roma per la Cappella di Montecavallo nel 1610. Con Gavassetti fu chiamato a Parma da Ladislao IV Re di Polonia alla sua corte, non si conoscono le opere dipinte dal Campana in questo suo ultimo periodo. Il Campana morì in Polonia, probabilmente alla fine del secolo.
Altre sue opere ci sono suggerite dalla Felsina pittrice di Carlo Cesare Malvasia:
Di Campana non sappiamo ulteriori notizie.